# حرب المائة عام على فلسطين (كتاب)
حرب المائة عام على فلسطين، هو كتاب كتبه رشيد الخالدي عام 2020 ، يصف فيه المؤلف الاستيلاء الصهيوني على فلسطين في القرن الممتد من 1917 إلى 2017 باعتباره استعمارًا استيطانيًا متأخرًا وأداة للإمبريالية البريطانية ثم الأمريكية لاحقًا،  من خلال التركيز على سلسلة من ست مراحل رئيسية يصفها المؤلف بأنها "إعلانات حرب" على الشعب الفلسطيني. في الكتاب، يجادل الخالدي - مؤرخ وأستاذ الدراسات العربية الحديثة في جامعة كولومبيا - إدوارد سعيد - بأن الصراع في فلسطين يجب أن يُفهم ليس كصراع بين حركتين قوميتين متساويتين تتنازعان على نفس الأرض، بل على أنه "حرب استعمارية تخاض ضد السكان الأصليين، من قبل أطراف مختلفة، لإجبارهم على التخلي عن وطنهم لشعب آخر ضد إرادتهم".
بالإضافة إلى المصادر والأساليب التقليدية التي استخدمها المؤرخ، يعتمد المؤلف في هذا الكتاب على أرشيفات الأسرة، والقصص التي تنتقل عبر عائلته من جيل إلى جيل، وتجاربه الشخصية، كناشط في مجالات مختلفة وكشخص شارك في المفاوضات بين الجماعات الفلسطينية والإسرائيليين.

## ملخص

### مقدمة
يبدأ الكتاب بفحص مراسلات تعود إلى عام 1889 بين يوسف ضياء الدين باشا الخالدي، رئيس بلدية القدس وقريب المؤلف، وثيودور هرتزل، والد الصهيونية السياسية الحديثة. في رده، يتجاهل هرتزل المخاوف الرئيسية التي أثارها الباشا وفي إشارة إلى السكان الأصليين غير اليهود في فلسطين، يقول هرتزل مازحًا: "لكن من سيفكر في طردهم؟"   يرى المؤلف في هذا التبادل المبكر أن الصهيونية كانت في الأساس مشروعًا استعماريًا منذ بدايتها، وأن الفلسطينيين لم يؤخذوا على محمل الجد، ونادرًا ما يتم التشاور مع آرائهم في الأمور التي من شأنها أن تحدد مستقبلهم.

### إعلان الحرب الأول، 1917-1939
يتناول الفصل الأول من الكتاب وعد بلفور نوفمبر 1917، الذي أعلن عن دعم الإمبراطورية البريطانية لـ "إنشاء وطن قومي للشعب اليهودي في فلسطين"، وانتداب فلسطين الذي منحته عصبة الأمم لبريطانيا في عام 1922، والذي أسس فلسطين المنتدبة في أعقاب سقوط الدولة العثمانية - ولم تشر أي وثيقة إلى "العرب" أو "الفلسطينيين" أو إلى حقوقهم الوطنية. مثلت الوكالة اليهودية في فلسطين بطريقة رسمية ومعترف بها الأقلية اليهودية في فلسطين وعملت كإدارة شبه حكومية على مدى السنوات الـ 26 التالية، ولم تكن هناك مؤسسة مماثلة لتمثيل الأغلبية العربية.

### إعلان الحرب الثاني، 1947-1948
يتناول الفصل الثاني حلول الولايات المتحدة محل بريطانيا في عام 1947 كقوة إمبريالية ، وتحركاتها لحشد الدعم الدولي لضمان تمرير قرار التقسيم الصادر عن الأمم المتحدة، والذي صادق على إنشاء دولة يهودية على 56٪ من الأراضي العربية، منتهكًا بذلك حق الفلسطينيين في "تقرير المصير" الذي يضمنه ميثاق الأمم المتحدة . تلا هذا عنف مدني، وإقامة دولة إسرائيل، والحرب العربية الإسرائيلية الأولى، والنكبة، حيث طرد حوالي 700 ألف فلسطيني أو فروا إلى الدول العربية المجاورة. تمت مصادرة الأراضي التي كانت مملوكة للفلسطينيين المُهجرين من قبل الحكومة الإسرائيلية لاستخدامها فقط لصالح الشعب اليهودي، أو إضافتها إلى المستوطنات اليهودية الموجودة أو الخاضعة لسيطرة سلطة أراضي إسرائيل والصندوق القومي اليهودي.

### إعلان الحرب الثالث، 1967
يسلط الفصل الثالث الضوء على الدور الاستعماري للولايات المتحدة من خلال موافقة إدارة ليندون جونسون على الضربات الاستباقية الإسرائيلية على مصر والأردن وسوريا في حرب 1967، وكذلك من خلال دعمها لقرار مجلس الأمن التابع للأمم المتحدة رقم 242، الذي شرع غزو القدس الشرقية والضفة الغربية وقطاع غزة وشبه جزيرة سيناء ومرتفعات الجولان ولم يذكر فلسطين أو الفلسطينيين أو حقوقهم.

### إعلان الحرب الرابع، 1982
كما يشير الفصل الرابع إلى تواطئ الولايات المتحدة للعدوان الإسرائيلي، ودعمها للغزو الإسرائيلي للبنان عام 1982 بقيادة مناحيم بيغن للقضاء على منظمة التحرير الفلسطينية والقومية الفلسطينية. كما يعتبرها الكاتب عملية إسرائيلية أمريكية مشتركة، حيث زودت الولايات المتحدة إسرائيل بالسلاح ودعمت طرد قيادة منظمة التحرير الفلسطينية ومقاتليها من بيروت إلى تونس.
هذا الفصل هو الأقرب لحياة المؤلف، حيث عاش في بيروت 15 عامًا مع عائلته. كما يقدم أدلة دامغة لقرار الحكومة الإسرائيلية الواعي بإرسال مليشيات مسيحية إلى سجن صبرا ومخيمي شاتيلا بقصد واضح للتحريض على مجزرة صبرا وشاتيلا، استنادًا إلى وثائق تم تسريبها من أرشيف دولة إسرائيل في عام 2012، بالإضافة إلى ملاحق سرية من لجنة كاهان لم يتم نشرها في التقرير الأصلي لعام 1983. .

### إعلان الحرب الخامس، 1987-1995
يتناول الفصل الخامس رد الفعل الإسرائيلي الوحشي على الانتفاضة الأولى، والتوسع المستمر للمستوطنات الإسرائيلية في الضفة الغربية وقطاع غزة المحتلين، واتفاقيات أوسلو التي تم ترتيبها على أساس العلاقات السياسية والدبلوماسية والعسكرية الوثيقة بين إسرائيل والولايات المتحدة والتي لم تحل أي مطالب فلسطينية أساسية، مثل السيادة الوطنية، وإنهاء الاحتلال والاستعمار، وحق العودة للاجئين، واتفاقية بشأن القدس، والحدود المرسومة، وحقوق الأرض والمياه، وبالتالي كانت الاتفاقيات بمثابة "إعلان حرب أمريكي إسرائيلي آخر على الفلسطينيين حظي بموافقة دولية لتعزيز مشروع الحركة الصهيونية الذي يعود إلى قرن من الزمان".

### إعلان الحرب السادس، 2000-2014
يغطي الفصل السادس أربعة فصول من العنف الإسرائيلي ضد الفلسطينيين في الضفة الغربية وقطاع غزة: رد الفعل العنيف ضد الانتفاضة الثانية والهجمات العسكرية الإسرائيلية الثلاث على غزة في أعوام 2008 و2012 و 2014. ويشير المؤلف إلى أن عدد القتلى الهائل والدمار المادي للمباني والبنية التحتية نتج عن الأسلحة الفتاكة التي قدمتها الولايات المتحدة لإسرائيل، بما في ذلك طائرات بدون طيار ومروحيات أباتشي وطائرات حربية من طراز F-15 وF-16 ومدافع هاوتزر عيار 155 ملم.

## ردود الفعل
وصفت ليزا أندرسون الكتاب في مجلة فورين أفيرز بأنه يقدم "الرواية الأكثر إقناعًا وشمولية حتى الآن لهذا الصراع من وجهة نظر الفلسطينيين".

## الترجمات
ترجم عامر شيخوني الكتاب إلى العربية تحت عنوان " حرب المائة عام فلسطين: قصة الاستعمار الاستيطاني والمقاومة 1917-2017 ".